# Soarele și luna
Soarele și luna (dosł. Słońce i księżyc) – singel mołdawskiego piosenkarza Pashy Parfeny, wydany cyfrowo 19 stycznia 2023 roku. Piosenkę napisali Pavel Parfeni, Andrei Vulpe i Iuliana Parfeni.
Utwór opisuje w stylu opowieści ludowych miłość i wesele pomiędzy słońcem a księżycem i jest zbudowana wokół metafor, symboli ludowych i elementów natury. W marcu 2023 kompozycja zwyciężyła w finale mołdawskich preselekcji na 67. Konkurs Piosenki Eurowizji w Liverpoolu, dzięki czemu reprezentowała kraj w konkursie. Do piosenki został zrealizowany teledysk, za którego reżyserię odpowiada Maks Pasjuk. Premiera klipu odbyła się 16 lutego 2023 roku na oficjalnym kanale Parfeny'ego w serwisie YouTube.

## Lista utworów
| Digital download / media strumieniowe | Digital download / media strumieniowe | Digital download / media strumieniowe |
| Nr                                    | Tytuł utworu                          | Długość                               |
| ------------------------------------- | ------------------------------------- | ------------------------------------- |
| 1.                                    | „Soarele și luna”                     | 2:59                                  |